# ماتي ماكنيل
ماتي ماكنيل (بالإنجليزية: Matty McNeil)‏ هو لاعب كرة قدم بريطاني في مركز الهجوم، ولد في 14 يوليو 1976 في مانشستر في المملكة المتحدة. لعب مع ستوكبورت كونتي وماكليسفيلد تاون ونادي ألترينتشام ونادي بيرنلي ونادي رانكورن هالتون ونادي ساوثبورت ونادي ستاليبريدج سيلتيك ونادي هايد إف سي.

## وصلات خارجية
- ماتي ماكنيل على موقع قاعدة بيانات كرة القدم.إي يو (الإنجليزية)
- ماتي ماكنيل على موقع Soccerbase.com (لاعب) (الإنجليزية)